# National Bureau of Air Accidents Investigation of Ukraine

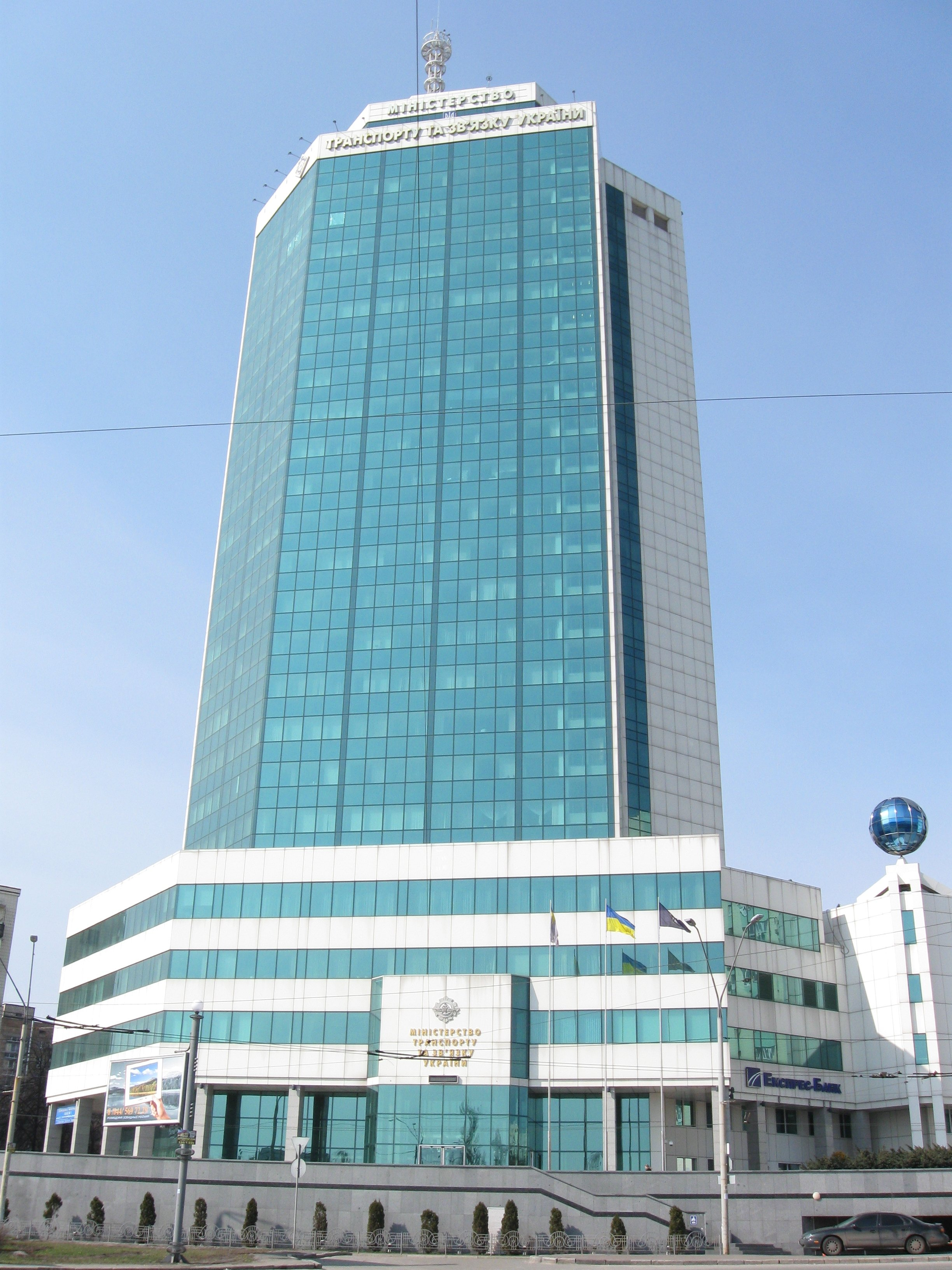
Sitz des ukrainischen Infrastrukturministeriums und des NBAAI in Kiew

Das National Bureau of Air Accidents Investigation of Ukraine (NBAAI; deutsch Nationales Büro für Flugunfalluntersuchung der Ukraine; ukrainisch Національне бюро з розслідування авіаційних подій та інцидентів з цивільними повітряними суднами ‚Nationales Büro für die Untersuchung von Unfällen und Zwischenfällen mit zivilen Luftfahrzeugen‘) ist die Behörde für die Untersuchung von Vorkommnissen des zivilen Luftverkehrs der Ukraine. Es wurde 2012 durch das Dekret Nr. 228 des ukrainischen Ministerkabinetts, dem es seitdem unterstellt ist, gegründet, und hat seinen Sitz im Gebäude des Infrastrukturministeriums in Kiew.
Das NBAAI untersucht Flugunfälle, Zwischenfälle, Störungen und Notfälle sowie Verstöße gegen die Luftraumordnung in der Ukraine oder durch ukrainische Luftfahrzeuge im Ausland. Zudem veröffentlicht es Empfehlungen zur Flugsicherheit und vertritt die Ukraine in entsprechenden internationalen Organisationen.
Im Juli 2014 übernahm es als zuständige Behörde die Leitung der Flugunfalluntersuchung nach dem Absturz des Malaysia-Airlines-Flugs 17 nahe Tores, Oblast Donezk. Auf Wunsch der internationalen Gemeinschaft gab es die Leitung nach einer Woche an den niederländischen Onderzoeksraad voor Veiligheid ab, blieb jedoch weiter an den Untersuchungen beteiligt.